# 娘子关泉

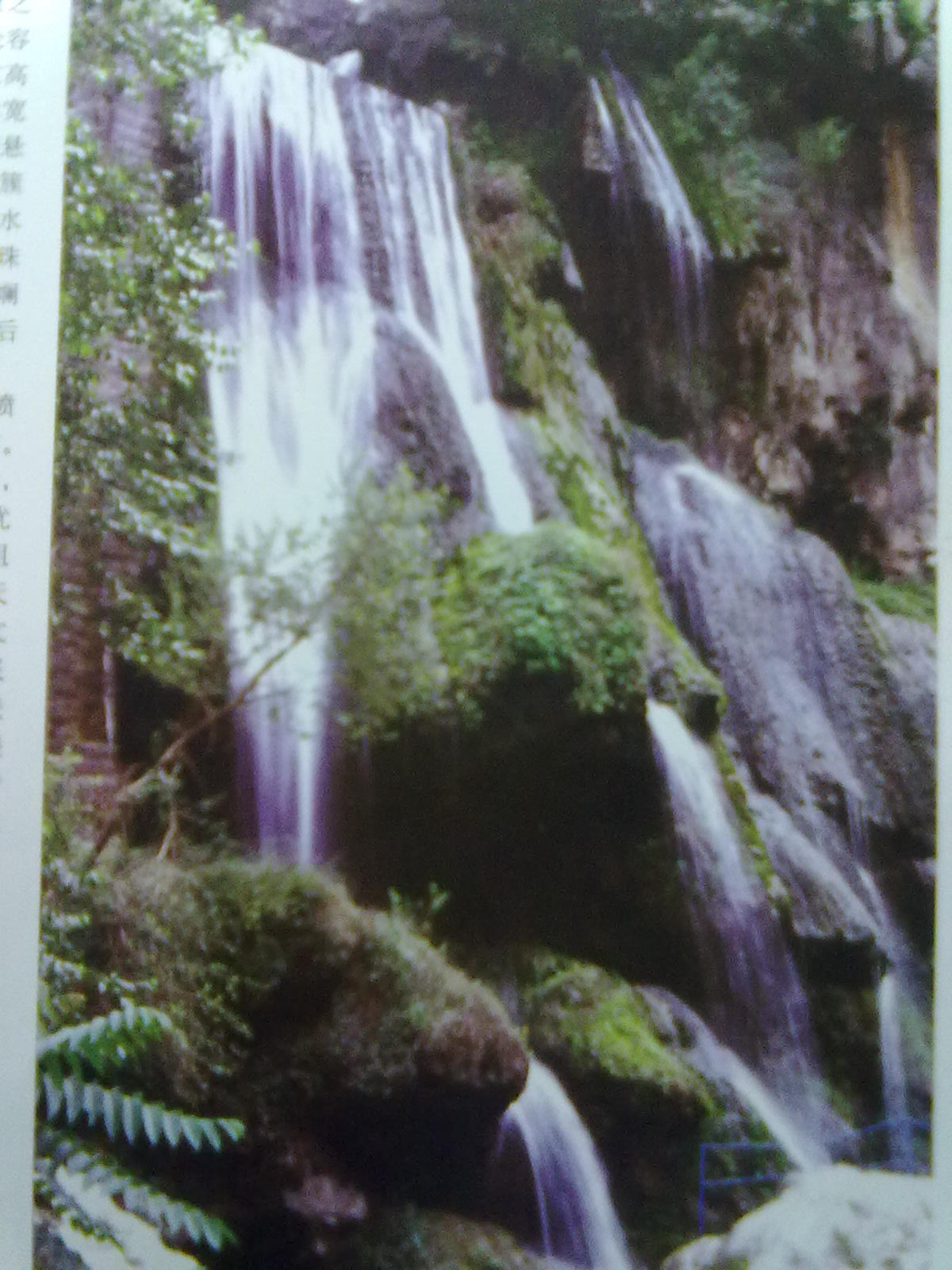
水帘洞泉，也叫水帘洞瀑布、娘子关瀑布

娘子关泉古称泽发水，又称毕发水、阜浆水、妒女泉、飞泉、水帘洞，位于中华人民共和国山西省阳泉市平定县东北娘子关附近的岩溶泉群。整个泉域地跨海河、黄河两大流域，出露于娘子关附近温河、桃河汇流地带的河床沟谷，由坡底泉、程家泉、坡西泉、五龙泉、石板磨泉、滚泉、河北村泉、桥墩泉、禁区泉、水帘洞泉、苇泽关泉11个主要泉群组成，分布在自娘子关镇程家村至苇泽关村约7千米的河漫滩及阶地上，出露高程360～392米，多年（1956-2003年）平均流量为10.6立方米每秒，是中国北方最大的岩溶泉水。
20世纪70年代阳泉市、平定县两级政府建设了娘子关提水工程后，娘子关泉便承担起阳泉地区80%以上的供水任务，成为全市最重要的生产、生活水源。之后因为自然和人为等因素的干扰，泉水出露量逐渐减少。1980年后，水位较高的程家泉、水帘洞泉干涸。2006年的平均流量仅为5.79立方米每秒。同时受到泉域内工矿企业生产及居民生活污水的影响，泉水水质也不断恶化。为了解决水量衰减及污染问题，阳泉市从2007年底启动了娘子关水源保护工程，重点实施垃圾填埋场、污水处理厂、泉口周边治理、河道生态修复、环境卫生整治、污染企业搬迁等工程。